# Friedrich Ferdinand von Beust

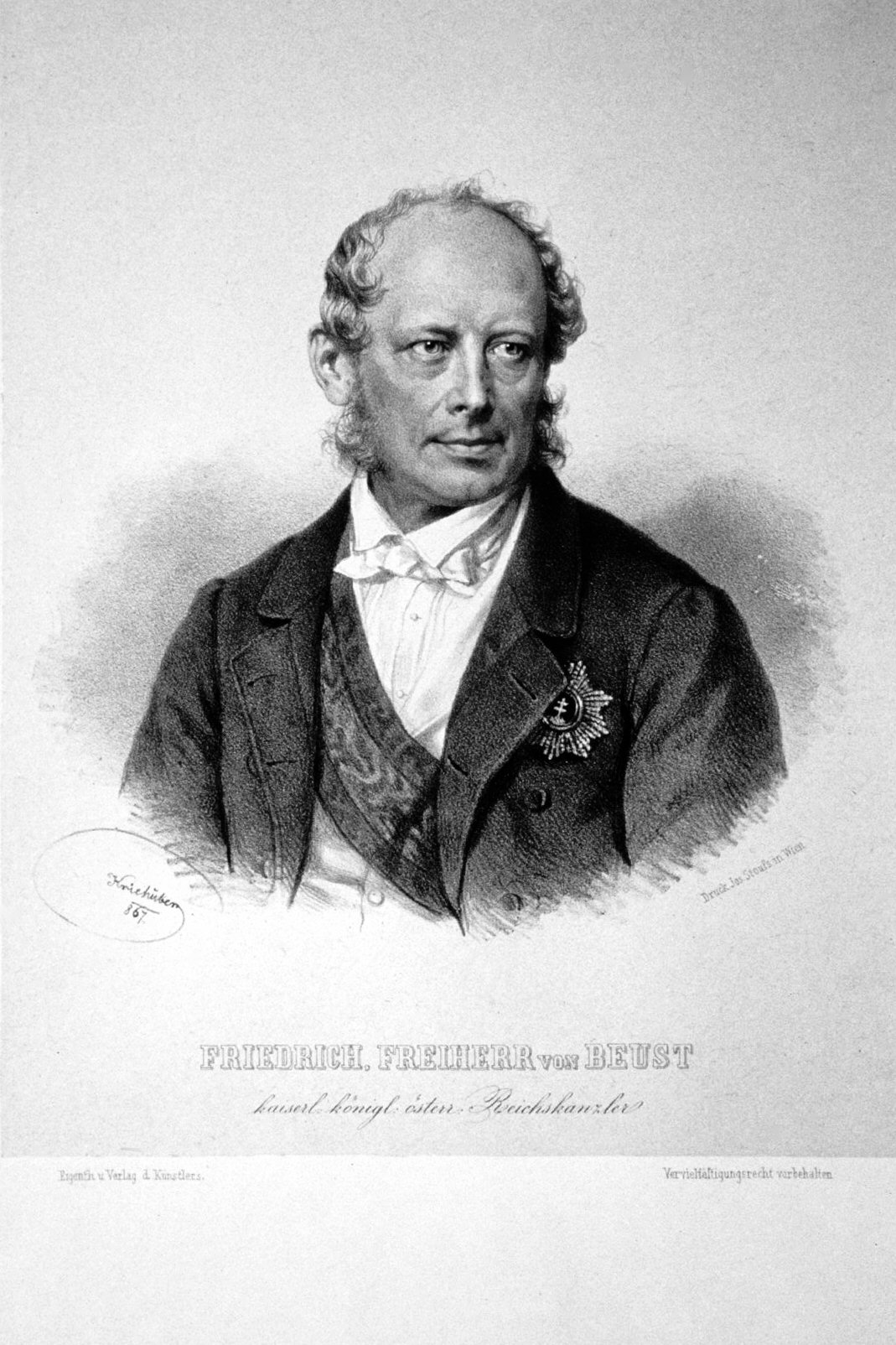
Litografi av Josef Kriehuber, 1867.

Friedrich Ferdinand von Beust, född 13 januari 1809 i Dresden, död 24 oktober 1886 på slottet Altenberg i Niederösterreich, var en tysk friherre och först sachsisk och sedan österrikisk statsman.

## Studier och tidig karriär
Beust uppfostrades som protestant. Sedan han 1826-1830 bedrivit statsvetenskapliga studier i Göttingen och Leipzig, inträdde Beust i sachsiska utrikesministeriet, tjänstgjorde i Berlin och Paris samt blev 1841 sändebud i München, där han slöt ett viktigt järnvägsfördrag.

## Roll under 1848-1849 års oroligheter
År 1846 övertog han sändebudsposten i London. Då han var känd som moderat konservativ och intresserat sig för reformer, hemkallades han under marsdagarna 1848 för att träda i spetsen för sachsiska utrikesministeriet. Emellertid segrade under hans hemfärd en liberalare riktning, varför Beust inte inträdde i ministären, utan erhöll sändebudsposten i Berlin. Denna innehade han till 24 februari 1849, då han blev sachsisk utrikesminister.
Som sådan avrådde Beust kung Fredrik August från att godkänna den av förbundsparlamentet i Frankfurt am Main utarbetade tyska riksförfattningen, vars gillande folket och lantdagen energiskt fordrade. Då rådet följdes, utbröt ett uppror i huvudstaden (Dresdens majdagar). Beust tillkallade preussiska trupper och förmådde kungen att söka skydd i Königstein.
Sedan revolutionsrörelsen besegrats, deltog Beust livligt i förhandlingarna om tyska författningens ordnande. Han arbetade ivrigt för att bevara de smärre staternas självständighet mot Preussens växande inflytande, och då han å Sachsens vägnar undertecknade trekungaförbundet med Preussen och Hannover, skedde detta under uttrycklig reservation av Sachsens rätt att lämna förbundet, om ej övriga mellanstater anslöt sig. Då Bayern och andra vägrade anslutning, strandade detta preussiska försök att skapa en unionsförfattning.

## Tyska enighetssträvanden
Beust vände sig i stället till Österrike och medverkade vid dess sida till det gamla tyska förbundets återupprättande. Gärna hade Beust hösten 1850 sett öppen brytning mellan det krigsrustade Österrike och det oförberedda Preussen, varigenom det senares makt i tid kunnat minskas. Under de följande åren ledde Beust såsom Sachsens främste minister en ganska skarp inre reaktion (sålunda inskränktes press- och församlingsfriheten), men i synnerhet framträdde han som ivrig målsman för de tyska mellanstaternas intressen.
Under Krimkriget genomdrev han därför att dessa stater bildade ett självständigt neutralitetsförbund, välvilligare mot Ryssland än Österrikes och Preussens väpnade neutralitet; hans hopp att i följd därför få deltaga som mellanstaternas representant i Pariskongressen skedde dock inte. Likaså arbetade han på Würzburg-konferenserna 1859-1860 mot Preussens planer.
Då konflikten mellan Preussen och Österrike skärptes framlade Beust, i samråd med kung Johan I av Sachsen, år 1861 ett projekt till den tyska förbundsförfattningens revision (Österrike och Preussen skulle turas om att verka som tyska presidialmakter). Medlingen förkastades dock av båda huvudmakterna. Beusts sympatier förde honom alltmer på Österrikes sida, men då Österrike 1862 begärde inträde i tyska tullföreningen samt dessutom krävde att den frihandelsvänliga handelstraktaten med Frankrike skulle förkastas av föreningen vände sig Beust, av omtanke för Sachsens näringsliv, mot Österrikes anspråk. Han genomdrev deras avvisande samt lyckades så förekomma att tullföreningen sprängdes.
I mellanstaternas intresse ville Beust 1863-1864 lösa den slesvig-holsteinska konflikten så att Augustenborgarna insattes som regerande hertighus och från den stunden förstärkte de mindre tyska staterna mot Österrike och Preussen. Bismarck tillintetgjorde hans plan, men unnade honom den upprättelsen att Beust som tyska förbundets representant fick deltaga i de fruktlösa konferenserna i London år 1864.

## I Österrikes tjänst

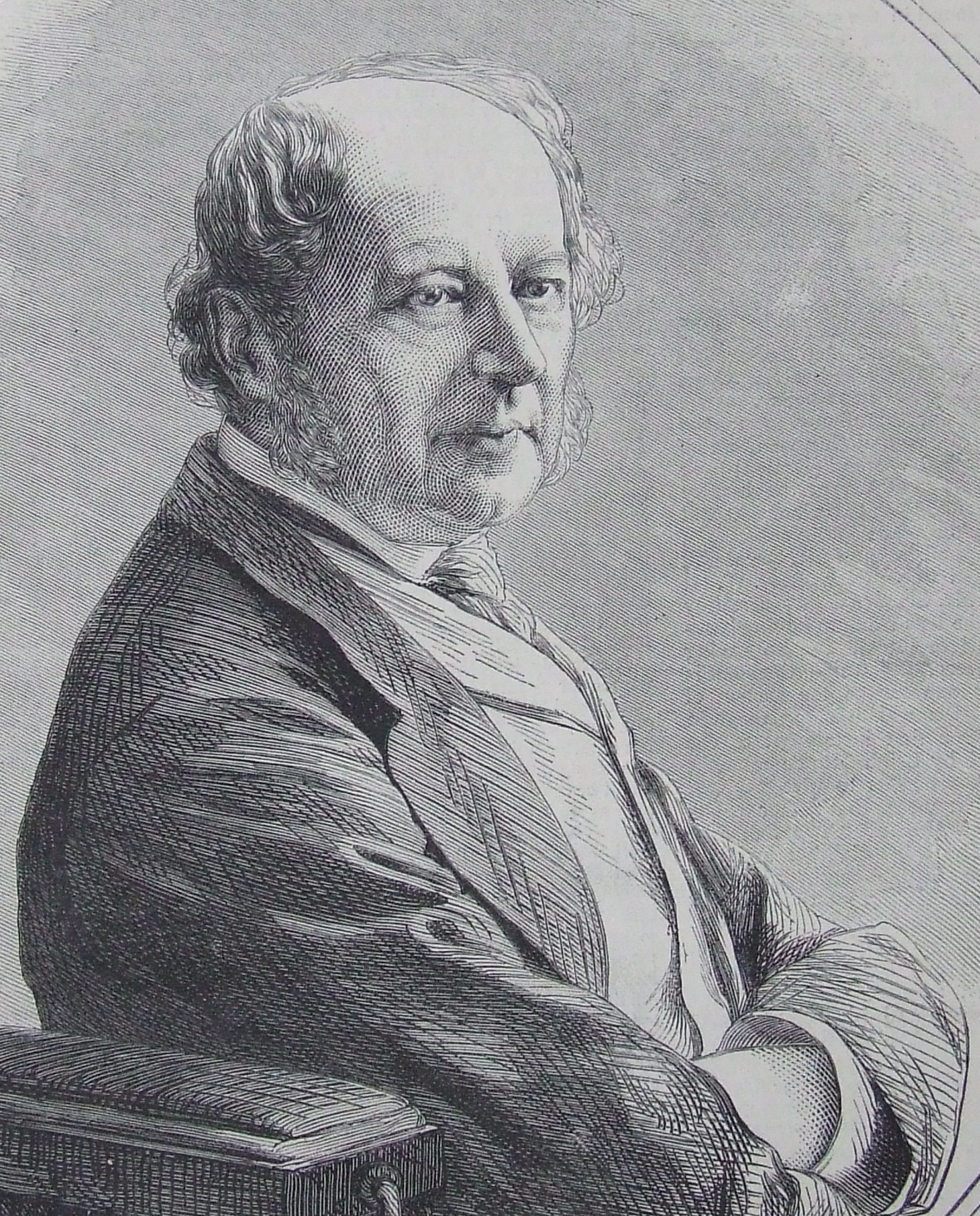
von Beust 1873.

När brytningen mellan Preussen och Österrike inträffade år 1866, slöt sig Beust, trogen sina gamla sympatier, till sistnämnda land samt drog med sin kung och hären till Böhmen, där sachsarna delade österrikarnas nederlag. I augusti 1866 måste Beust träda ut ur den sachsiska regeringen. Detta då Bismarck vägrade att låta honom deltaga i fredsunderhandlingarna. Detta hade till följd att Beust i stället den 30 oktober samma år blev utnämnd till österrikisk utrikesminister - en utnämning, som genast uppfattades såsom ett hot mot Preussen.
Beust grep med kraftig hand in i regeringsärendena för att rädda det av undergång hotade Österrike. Hans förnämsta ögonmärke blev att göra slut på Ungerns missnöje. Efter ett par månaders underhandling med den ungerska riksdagens chefer genomdrev han försoningen, vilken bekräftades genom kejsar Frans Josefs kröning till ungersk kung i Pest, 8 juni 1867. Följden blev därför att Österrikes konstitutionella författning nu kunde träda i kraft. Samtidigt utnämndes Beust till rikskansler och 1868 blev han greve.
Sedan föreningen mellan de båda rikshälfterna kommit till stånd, genomdrev eller understödde Beust inom Österrike en mängd reformer i liberal anda. Judarna fick medborgerliga rättigheter, konkordatet med Rom uppsades, alla konfessioners likhet inför lagen erkändes, civiläktenskap infördes, en ny militärorganisation åstadkoms varigenom krigsstyrkan betydligt ökade, och åtgärder vidtogs för att avhjälpa den österrikiska statens finansiella nöd.
När konflikten mellan Tyskland och Frankrike nalkades år 1870, var Beust inte främmande för österrikarnas önskningar att ta hämnd för nederlaget 1866. Kriget utbröt emellertid innan Österrike var rustat och den tyska härens snabba segrar tvingade det att bevara en sträng neutralitet. Efter krigets slut sökte Beust närma sig sin forne motståndare Bismarck och förberedde därigenom försoningen mellan Österrike och det nya Tyska riket.
Han fick inte fullborda denna då han den 6 november 1871 uppfordrades av kejsar Frans Josef att avgå. Beust, som ivrigt förespråkade den tyska befolkningens intressen gentemot tjeckernas självständighetssträvanden, hade ännu några dagar förut störtat det medlande kabinettet Hohenwart; möjligen betraktades han själv såsom alltför utmanande, för att den inre freden i Österrikes kronländer skulle kunna bevaras, motiven för hans störtande är emellertid ännu dunkla.
Åren 1871-1882 verkade Beust som Österrike-Ungerns sändebud, först i London och därefter i Paris, utan att öva något politiskt inflytande. Sina sista år tillbragte han på slottet Altenberg vid Wien, sysselsatt med att i vidlyftiga memoarer försvara och förhärliga sin livsgärning. Innan dessa memoarer blivit fullt avslutade dog han. De publicerades med titeln Aus drei Vierteljahrhunderten år 1887.